# Guy Bleus
Guy Bleus, noto anche come 42.292 (Hasselt, 23 ottobre 1950), è un artista e scrittore belga.

## Vita e opere
Guy Bleus è un artista associato al movimento della mail art e performance art.
Il suo lavoro contiene diversi settori, compresa l'amministrazione (che lui chiama “Artministration”), la comunicazione postale e olfattiva.

## Arte e archivio
Nel 1978 ha fondato “The Administration Centre – 42.292” (il Centro L'Amministrazione) che è diventato un archivio enorme con le opere d'arte e le informazioni di 6000 artisti provenienti da più di 60 paesi. "Guy Bleus ha uno dei migliori archivi di mail art in Europa, se non del mondo".
Bleus è stato il primo artista che ha utilizzato sistematicamente i profumi nelle arti plastiche. Dal 1979 espone quadri con profumo, spediva oggetti profumati e realizzava installazioni aromatiche. Ha anche creato delle prestazioni a spruzzo dove ha spruzzato un velo di profumo sul pubblico.
Esplorare le possibilità di mezzi di comunicazione come supporto d'arte, ha studiato il sistema postale in “Corrispondenza indiretta” (1979) e una ricerca per un sistema alternativo postale “posta aerea da palloncini”. Insieme a Charles François è stato un pioniere utilizzando un computer collegato ad un modem per la comunicazione artistica (nel 1989). Ha anche applicato mezzi di riproduzione, come microfilm, CD-ROM e DVD-ROM per ragioni artistiche.

## Reti e progetti
Impressionanti sono i numerosi progetti artistici internazionali che Bleus ha organizzato, come “Are you experienced? L.H.F.S.” (1981), “W.A.A.: World Art Atlas” (1981-83), Telegrafo (1983), Cavellini Festival 1984, “Art is Books” (1991), Telefax Performances (1992-1993), “Building Plans & Schemes” (1993).
Ha scritto numerosi saggi in materia di arte in rete. A proposito della sua saggio “Exploring Mail Art”(1984), Géza Perneckzy ha scritto: "Lo studio di Guy Bleus trascende tutte le altre pubblicazioni con il suo peso teorico e concisione" Inoltre, ha contribuito alle pubblicazioni di rilievo, come ad esempio “Mail Art” di Piotr Rypson, “Eternal Network: A Mail Art Anthology” di Chuck Welch, o Vittore Baroni “Cartoline d'artista”. Ha partecipato a molti periodici artisti.
Dal 1994 al 1999 ha aperto la galleria d'arte “E-Mail-Art Archives”. In questo spazio non profit più di 40 eventi di mail art, l'arte fax e l'arte Internet hanno avuto luogo. Nel 1995 ha curato “The Artistamp Collection” (la raccolta), il primo catalogo d'arte postale su CD-ROM. Con la partecipazione di artisti di rete come Vittore Baroni, Ken Friedman, Clemente Padin, Ruud Janssen, György Galántai, Pawel Petasz e Géza Perneczky, ha pubblicato nel 1997 il primo “E-Mail-Art-Art & Internet Art Manifesto”, nella sua rivista elettronica “E-Pêle-Mêle”.]
Dopo una impresa burocratica di 20 anni ha realizzato nel 2003 (insieme a Jean Spiroux) il francobollo d'artista molto prima la “mail art” a tema a cura di un servizio postale ufficiale. È stata un'edizione di 4 milioni di copie realizzate dal servizio postale belga.
Nel 2005-2006 Bleus ha organizzato l'olfattive Mail Art progetto, “Scents, Locks & Kisses” con 778 artisti provenienti da 43 paesi, del centro arti Z 33. Il sito web è una presentazione con tutte le opere degli artisti partecipanti.
Una retrospettiva del suo lavoro si è svolto presso il Centro Culturale di Hasselt nel 2010. La pubblicazione Pêle-Mêle: Guy Bleus ® - 42.292 conteneva guardie profumate con essenza di lavanda e anche una nuova edizione del suo ID dal pianeta Marte del 1979.

## Pubblicazioni di Guy Bleus-42.292

### Libri d'artista, riviste e cataloghi
- Subterranean II, Academy of Arts, Ghent, 1970
- Are You Experienced: L.H.F. S., VUB, University, Brussels, 1981
- Book of Scents, TAC-42.292, Wellen, 1982
- W.A.A.: World Art Atlas, De Warande, Turnhout, 1983
- B.T.S. - Commonpress 56, Het Toreke, Tienen, 1984
- Audio Art: Screams (Against Bureaucracy), Provinciaal Museum, Hasselt, 1989
- Art is Books: Artists' Books, PCOB, Hasselt, 1990
- Networking Fax-Project & Performance, De Fabriek, Eindhoven, 1993
- E-Pêle-Mêle: Electronic Mail-Art Netzine, TAC–42.292, Hasselt, 1994-1998
- Mail-Art, PCBK & TAC-42.292, Hasselt, 1994
- In a memory of Ray Johnson, TAC-42.292, Hasselt, 1995
- Private Art Detective / The Thrill of Working with Odours, C.C. Heusden-Zolder, 1996
- Re: The E-Mail-Art & Internet-Art Manifesto, TAC-42.292, Hasselt, 1997
- Kunstenaarsboeken, (artists' books), Literair Museum, Hasselt, 1998
- Re: The E-Mail-Art & Internet-Art Manifesto - Part II, TAC-42.292, Hasselt, 1998

### CD-ROM e DVD-ROM
- The Artistamp Collection: with an X, E-Mail-Art Archives, Hasselt, 1996
- The Artistamp Collection: without an X, E-Mail-Art Archives, Hasselt, 1996
- Eutopia, Het Gouvernement, Maastricht, 1997
- Desks: 1001 Bureaus, Centrum Beeldende Kunst, Groningen, 1998
- 1899 GeZeLLe 1999, Visual Poetry, Bruges, 1999
- Artbiorix, De Velinx, Tongeren, 2000
- S:L:K – Olfactory Mail Art project, Z33, Hasselt, 2005

</di